# Мартин Нимьолер
Мартин Фридрих Густав Емил Нимьолер (на немски: Martin Friedrich Gustav Emil Niemöller) е протестантски богослов в Германия, пастор в протестантската евангелска църква, сред най-известните в Германия противници на нацизма, президент на Вселенския съвет на църквите (1961 – 1968 г.), лауреат на Международната Ленинска премия „За укрепване на мира между народите“ (1967).

## Биография
През Първата световна война Нимьолер е командир на подводница и получава медал „За заслуги“.
След войната изучава богословие и през 1924 г. е посветен в духовен сан. През 1931 г. е назначен за пастор в богатия на приходи берлински район „Далем“. Нимьолер се придържа към твърдите си националистически и антикомунистически убеждения, и за това поддържа идването на власт на Хитлер.
През 1937 г. обаче става ясно, че Хитлер не смята да търпи религиите и срещу протестантската църква започват сериозни гонения. Под ударите им попада и Нимьолер. Тогава той променя отношението си към Хитлер и открито – за разлика от повечето църковнослужители, го критикува. Става един от лидерите на Изповядващата църква. „Както и древните апостоли ние предпочитаме да не се противопоставяме с оръжие на оръжието на властите. И като тях не сме готови да мълчим поради човешка заповед, когато Бог ни заповядва да говорим. Защото това, което трябва да помним, е, че сме задължени да се подчиняваме на Бог, а не на човек.“ – заявява Нимьолер на проповедта си от 27 юни 1937 г. в Берлин, която става и неговата последна проповед.
Нимьолер е арестуван и на 3 март 1938 г. извънредния съд за държавни престъпления го обвинява в „скрити нападки“ срещу държавата и го осъжда да излежи 7 месеца в специален затвор за длъжностни лица и глоба от 2000 марки за „злоупотреба с проповедническа дейност“.
Той обаче така и не излиза на свобода, въпреки че вече е изкарал 8 месеца в предварителния арест (тоест 1 в повече от присъдата). Хитлер е вбесен от меката присъда и заявява, че Нимьолер „трябва да лежи, докато не посинее“ и заплашва целия съдебен състав с наказание.
Веднага след освобождаването му Нимьолер е подложен на „превантивен арест“ от Гестапо. Затворен е в лагери, най-напред в Заксенхаузен, а после в Дахау. През 1945 г. е освободен от съюзническите войски.
Нимьолер многократно обвинява в престъпления нацистите и дълбоко се разкайва за първоначалните си убеждения. Световноизвестно става стихотворението му „Когато те дойдоха…“, преведено на десетки езици:
Когато нацистите дойдоха за комунистите, аз мълчах; не бях комунист.
Когато дойдоха за социалдемократите, аз мълчах; не бях социалдемократ.
Когато дойдоха за тези от профсъюзите, аз мълчах; не членувах в профсъюз.
Когато дойдоха за евреите, аз мълчах; не бях евреин.
Когато дойдоха за мен – вече нямаше кой да говори.
В оригинал:
„Als die Nazis die Kommunisten holten, habe ich geschwiegen, ich war ja kein Kommunist.
Als sie die Sozialdemokraten einsperrten, habe ich geschwiegen, ich war ja kein Sozialdemokrat.
Als sie die Gewerkschafter holten, habe ich geschwiegen, ich war ja kein Gewerkschafter.
Als sie die Juden holten, habe ich nicht protestiert; ich war ja kein Jude.
Als sie mich holten, gab es keinen mehr, der protestieren konnte“.